# Barby Kelly
Barby Kelly, właśc. Barbara Ann Kelly (ur. 28 kwietnia 1975 w Belascoáin w Hiszpanii, zm. 15 kwietnia 2021) – irlandzka piosenkarka, członkini zespołu The Kelly Family.

## Życiorys
Urodziła się 28 kwietnia 1975 jako córka Barbary i Dana Kellych. Imię otrzymała po swojej mamie, babci i prababci. Od najmłodszych lat uczęszczała na lekcje baletu. Posiadła również umiejętność gry na akordeonie, gitarze akustycznej, gitarze klasycznej, keyboardzie, kongach i pianinie. Razem z resztą rodziny tworzyła znany zespół The Kelly Family, wykonując między innymi takie piosenki Baby Smile czy She's Crazy. Aktywność w ramach zespołu zakończyła w 2001 ze względu na stan zdrowia.
Po odejściu z zespołu pojawiła się jeszcze na płycie pt. La Patata w piosence Spinning Around oraz gościnnie na albumie We Got Love w 2017.
Zmarła 15 kwietnia 2021 po krótkiej chorobie.